# Nicolas de Grigny
Nicolas de Grigny (pokřtěn 8. září 1672 Remeš - 30. listopadu 1703 tamtéž) byl francouzský varhaník a hudební skladatel. Pocházel z varhanické rodiny. V letech 1693 až 1695 byl varhaníkem v opatském kostele Saint-Denis nedaleko Paříže, kde ho údajně učil Nicolas Lebègue. Po svatbě v roce 1695 se de Grigny přestěhoval zpět do rodné Remeše, kde až do konce života působil jako varhaník.
Kromě cembalové předehry se z jeho děl dochovala jedině sbírka varhanních skladeb Livre d'orgue („Varhanní kniha“). Skládá se ze dvou částí, první obsahuje varhanní mši, druhá pět hymnů, včetně Veni, Creator Spiritus. De Grignyho hudbu obdivovali Johann Gottfried Walther i Johann Sebastian Bach. Od obou se dochovaly ručně psané kopie jeho varhanní knihy.